# Choi (nom de famille)
 (mai 2023).
La mise en forme du texte ne suit pas les recommandations de Wikipédia : il faut le « wikifier ».
Les points d'amélioration suivants sont les cas les plus fréquents. Le détail des points à revoir est peut-être précisé sur la page de discussion.
- Les titres sont pré-formatés par le logiciel. Ils ne sont ni en capitales, ni en gras.
- Le texte ne doit pas être écrit en capitales (les noms de famille non plus), ni en gras, ni en italique, ni en « petit »…
- Le gras n'est utilisé que pour surligner le titre de l'article dans l'introduction, une seule fois.
- L'italique est rarement utilisé : mots en langue étrangère, titres d'œuvres, noms de bateaux, etc.
- Les citations ne sont pas en italique mais en corps de texte normal. Elles sont entourées par des guillemets français : « et ».
- Les listes à puces sont à éviter, des paragraphes rédigés étant largement préférés. Les tableaux sont à réserver à la présentation de données structurées (résultats, etc.).
- Les appels de note de bas de page (petits chiffres en exposant, introduits par l'outil «  Source ») sont à placer entre la fin de phrase et le point final[comme ça].
- Les liens internes (vers d'autres articles de Wikipédia) sont à choisir avec parcimonie. Créez des liens vers des articles approfondissant le sujet. Les termes génériques sans rapport avec le sujet sont à éviter, ainsi que les répétitions de liens vers un même terme.
- Les liens externes sont à placer uniquement dans une section « Liens externes », à la fin de l'article. Ces liens sont à choisir avec parcimonie suivant les règles définies. Si un lien sert de source à l'article, son insertion dans le texte est à faire par les notes de bas de page.
- La présentation des références doit suivre les conventions bibliographiques. Il est recommandé d'utiliser les modèles {{Ouvrage}}, {{Chapitre}}, {{Article}}, {{Lien web}} et/ou {{Bibliographie}}. Le mode d'édition visuel peut mettre en forme automatiquement les références.
- Insérer une infobox (cadre d'informations à droite) n'est pas obligatoire pour parachever la mise en page.

Pour une aide détaillée, merci de consulter Aide:Wikification.
Si vous pensez que ces points ont été résolus, vous pouvez retirer ce bandeau et améliorer la mise en forme d'un autre article.
Pour les articles homonymes, voir Choi.

54% des Coréens portent le nom de famille Kim, Lee, Park, Choi, Jung ou des variantes de ceux-ci.

Choi est un nom de famille coréen. Selon le recensement sud-coréen de 2015, la Corée du Sud comptait environ 2,3 millions de personnes portant ce nom, soit environ 4,7% de sa population. Dans les pays anglophones, il s'agit généralement de Choi anglicisé, parfois de Chey, de Choe ou de Chwe. Les coréens ethniques de l'ex-URSS préfèrent la forme Tsoi ( Tsoy ), en particulier comme transcription du cyrillique Цой.

## Origine
- Selon le Samguk Sagi, le clan Gyeongju est issu du chef Sobeoldori (소벌도리, 蘇伐都利) de Goheochon (고허촌, 高墟村), l'un des six villages qui se sont unis pour fonder Silla ; Le clan Gyeongju fait remonter son origine à Choi Chi-won (857–Xe siècle), un érudit, philosophe et poète coréen renommé de la fin de la période unifiée de Silla (668–935).
- Une théorie d'origine suggère que l'ancêtre du clan Haeju Choi Choong (최충, 崔沖, 984–1068) a reçu le nom de famille 崔 sous le règne du roi Goryeo Mokjong.
- L'ancêtre du clan Chungju est le général Choi Seung (최승, 崔陞), également connu sous le nom de Choi Woo (최우, 崔偶), de Silla (connu sous le nom de Cui Sheng sous la dynastie Tang )
- L'ancêtre du clan Nangju est Choi Heun (최흔, 崔昕) de Silla qui était originaire de Yeongam (Nangju) de la région sud de Jeolla.
- Choi Ri (최리, 崔理), qui était connu comme le chef du royaume de Nakrang

## Clans
Il y a environ 160 clans de Choi. La plupart d'entre eux sont assez petits. Néanmoins, Choi est le 4ème nom de famille le plus courant en Corée. Le clan Gyeongju Choi est de loin le plus imposant, avec une population sud-coréenne de 976 820 personnes en 2000. Les Gyeongju Choi réclament le savant Silla Choi Chi-won comme le créateur du clan.

Sceau de la famille du clan Haeju Choi

- Clan Gyeongju[2] – Choi Chi-won
- Clan Jeonju[2] – Choe Bu
- Clan Dongju [2]

- Clan Haeju[2] – Ch'oe Ch"ung
- Clan Saknyeong[2] - Choe Hang, Choi Byung Ju (membre fondateur de la Cour suprême coréenne de l'ère moderne)
- Clan Gangneung [2]
- Clan Hwasun[2]
- Clan Gangwa[2]
- Clan Yeongcheon[2]
- Clan Tamjin[2]
- Clan Ubong[2] – Choe Hang
- Clan Suwaon[2]
- Clan Yeongheung[2]
- Clan Suseong[2]
- Clan Chungju Choe[2]
- Clan Goesan - Choe Sejin[3]
- Clan Heunghae
- Clan Yeongam
- Clan Taein

## Étymologie
Choi (hangeul : 최) s'écrit avec le caractère hanja : 崔, signifiant "un gouverneur qui surveille la terre et la montagne". Le nom de famille Choi signifie aussi  "montagne".
Choi (崔), écrit à l'origine en hanja, est dérivé du mélange de 2 caractères chinois anciens :
- 山 est un pictogramme symbolisant les montagnes ;
- 隹 est un pictogramme symbolisant un oiseau.

## Prononciation
En coréen, 최 se prononce généralement [tɕʰwe] "Chwe" ou "Chey" sauf par certains locuteurs plus âgés qui le prononcent [tɕʰø] (ce son de voyelle est similaire à l'allemand ö [ø]). En anglais, il est le plus souvent prononcé /ˈtʃɔɪ/ "Choy", ce qui est nettement différent de la prononciation correcte, bien que certains pensent qu'il dérive de "Chey".
崔 est romanisé comme Cuī et prononcé comme [tsʰwé ɪ] en chinois mandarin. Cela se traduit par Chēui [tsʰɵ́y] en cantonais et Chhui [tsʰúi] en hokkien.